# Déraillement du Sud-Express du 15 novembre 1900
Le déraillement du Sud-Express du 15 novembre 1900 a eu lieu sur le réseau du Midi dans le département des Landes entre les gares de Saint-Geours et de Saubusse. Le caractère prestigieux de ce train de luxe, la proportion élevée des victimes rapportée au nombre de ses occupants, et la notoriété de certains de ceux-ci lui donnèrent un retentissement particulier.

## Circonstances
En novembre 1900, le Sud-Express, train de la Compagnie internationale des wagons-lits assurait une liaison quotidienne entre Madrid et Paris avec transbordement à la frontière. Il partait de Madrid à 18 heures 30 pour arriver à Paris-Orsay le lendemain à 20 heures 55. 
Le matin du 15 novembre, à 10 heures, ses passagers, quittant à Hendaye leurs voitures-lits à l'écartement espagnol, avaient pris place pour le trajet de jour dans deux voitures-salons (les numéros 1537 et 1552) complétées par une voiture-restaurant (numéro 670), le  tout encadré par deux fourgons, l'un CIWL à trois essieux, en tête, l'autre du Midi, à deux essieux, en queue. Alors que les mois précédents la fréquentation du train atteignait sa capacité maximum, soit quatre-vingts voyageurs, elle avait chuté après la fermeture de l'exposition universelle le 12 novembre et seuls trente-quatre l'occupaient ce jour-là, offrant un aperçu assez exact de la clientèle habituelle des trains de luxe, puisqu'on y trouvait diplomates, commerçants, industriels et rentiers de toutes nationalités ainsi que des membres de leur famille et de leur personnel. S'y ajoutaient neuf employés de la CIWL et quatre cheminots du Midi, portant le nombre total des occupants à quarante-sept.  Le convoi était tiré par une locomotive de vitesse compound de type 220, dit Outrance de la série 1750, la n° 1756,  appartenant au réseau du Midi, conduite par le mécanicien Boussié et le chauffeur Hieret, du dépôt de Bordeaux. 
À 11 heures 46, alors qu'elle abordait une courbe de grand rayon en déclivité de cinq pour mille située une trentaine de kilomètres avant Dax, entre les gares de Saint-Geours-de-Maremne et de Saubusse, au PK 165,5, la machine quitta les rails, roula environ cent mètres sur le ballast, puis bascula sur le talus en léger contrebas, dans lequel elle s'enlisa. Le fourgon de tête et la voiture-restaurant suivirent et s'écrasèrent contre le tender, alors que les deux voitures-salons et le fourgon de queue déraillaient mais restaient sur la voie.

## Secours
La cheminée de la locomotive en dérive avait arraché le fil télégraphique assurant la liaison avec Dax, la ville la plus proche, et la nouvelle de l'accident n'y parvint qu'à 15 heures 30. C'est donc de Bayonne que partit un premier train de secours emmenant notamment des médecins réquisitionnés. Selon un voyageur, des employés de la compagnie ne furent sur les lieux qu'au bout de deux heures. Entretemps, des paysans avaient dégagé les blessés les plus accessibles, les transportant dans une ferme voisine où ils furent sommairement pansés et où l'un d'eux décéda. 
Bien que le ministre du commerce ait immédiatement demandé que l'on ne modifie pas les lieux avant la fin des enquêtes sur les causes de l'accident, on s'efforça de rétablir au plus vite la circulation, et celle-ci pouvait reprendre vers 18 heures le jour même sur une voie provisoire.
Dans l'attente du déblaiement, une garde fut établie autour des épaves pour éviter le pillage des décombres, dans lesquels étaient restées les valeurs transportées par les passagers. Ainsi, la sacoche de bijoux de la duchesse de Canevaro fut-elle retrouvée trois jours plus tard. Certains biens ayant malgré tout disparu, afin de les rechercher le parquet de Dax ouvrit un mois plus tard une instruction judiciaire qui permit à la gendarmerie de récupérer une liasse de billets de banque de sept cents francs.

## Bilan
Le chauffeur et le mécanicien, projetés dans un champ et recouverts par le charbon éjecté par le choc à la fin de la course folle de la locomotive, ne subirent que des contusions, multiples mais bénignes. Il en fut de même pour les quatre passagers demeurés dans les voitures-salons et les deux cheminots du Midi, garde-frein et chef de train, présents dans le fourgon de queue.
Les plus graves destructions provoquées par le déraillement concernaient le fourgon de tête et la voiture-restaurant, dans laquelle trente des trente-quatre passagers du train étaient à table pour le second service de déjeuner. C'est de cette voiture que furent extraites la plupart des victimes, et notamment les quatorze morts et les seize blessés les plus sérieusement atteints sur les vingt recensés.
Tous les membres du personnel de la CIWL furent frappés à des degrés divers. Sur les sept présents dans la voiture-restaurant, un des maîtres d'hôtel fut tué, alors que ses collègues ainsi que le chef cuisinier, ses aides et le plongeur, étaient blessés plus ou moins grièvement. Toute la presse rapporta que l'un des maîtres d'hôtel, ne souffrant que de lésions légères, mais frappé de démence sous l'effet de la commotion, parcourait les lieux du drame en chantant à tue-tête. Le bagagiste et le conducteur en service dans le fourgon de tête furent eux aussi blessés. 
L'ampleur des commentaires et des célébrations auxquels donna lieu la disparition des passagers tués dans la catastrophe varia selon leur notoriété. Ainsi, firent l'objet d'un traitement particulier dans la presse les décès de Madame Bernain et de son fils André, membres d'une famille de notables du Sud-Ouest, de deux Belges respectivement directeur et administrateur de la Société générale des chemins de fer économiques, et de la femme de M. Joseph Dombrowski, un ingénieur russe internationalement connu.
La place la plus importante fut réservée à José Francisco Canevaro, duc de Zoagli, un diplomate et homme d'État péruvien, ministre plénipotentiaire du Pérou à Rome, Madrid, Paris et Londres, frère de l'amiral et homme politique italien Felice Napoleone Canevaro et du général et homme d'État péruvien César Canevaro Valega, mort avec son neveu de vingt-quatre ans, M. Elster lui aussi attaché à la délégation du Pérou . Le gouvernement décida que compte tenu des conditions de son décès, le coût de ses obsèques serait pris en charge par l'État français et déposa immédiatement une proposition de loi à cet effet. La cérémonie eut lieu en présence du corps diplomatique, des ministres des affaires étrangères et des travaux publics en l'église de La Madeleine le 23 novembre, et fut suivie de l'inhumation dans le caveau de famille en Italie.
Le sort de Joseph de Goyeneche, sorti indemne de l'accident, suscita lui aussi l'attention particulière due à son appartenance à une famille illustre de la noblesse espagnole.

## Recherche des causes
L'accident étant survenu la veille de la discussion à la Chambre des députés d'une interpellation sur une précédente catastrophe ferroviaire à Choisy-le-Roi, une nouvelle demande d'interpellation fut jointe au débat, qui prit fin par le vote d'une motion «déplorant la catastrophe de Choisy-le-Roi et celle de Dax» et émettant des vœux censés en prévenir de nouvelles.
Comme chaque fois qu'un accident ferroviaire causait des dommages à des personnes, la recherche de ses causes donna lieu à trois procédures d'investigations parallèles. Une instruction  judiciaire sur d'éventuelles poursuites pour homicide ou blessures fut ouverte par le Parquet de Pau, dont le procureur général désigna deux experts, MM. Mussat et Cadart, ingénieurs des ponts et chaussées. Une enquête administrative fut menée par M. Jules Lax, inspecteur général du service du contrôle de l'État, à la demande du ministre du commerce Pierre Baudin. Enfin, la compagnie du Midi procéda elle-même à son enquête, sous la responsabilité de son sous-directeur, Georges Glasser, envoyé immédiatement sur place, puis rejoint par son directeur, Ernest Blagé. 
Bien qu'au cours de leurs travaux les divers experts aient émis des hypothèses contradictoires sur les causes de l'accident, jusqu'à ce qu'ils aient rendu leurs conclusions, l'opinion commune semblait être que celui-ci était dû à une défaillance de la voie au passage du rapide.

### État de la voie
Depuis plusieurs jours, des pluies torrentielles sévissaient sur la région, provoquant le débordement de l'Adour voisin. Il était donc plausible que détrempée par les eaux, la plateforme de la voie constituée à cet endroit d'un remblai de couches d'argile superposées se soit affaissée au passage du train. Peu après l'accident, les dirigeants des compagnies du Midi et des Wagons-lits eux-mêmes semblaient retenir cette hypothèse, confortée par le témoignage de l'équipe de conduite  indiquant avoir senti le sol se dérober sous la machine. 
La presse se fit largement l'écho de cette explication , et puisque le mécanicien Boussié, qui avait assuré le service du même rapide les deux jours précédents, assurait avoir déjà signalé à son retour au dépôt le mauvais état de la voie en le mentionnant par écrit sur son bulletin de traction, les critiques contre la négligence coupable de la compagnie s'amplifièrent.
Ainsi, le journal Le Matin alla-t-il jusqu'à ouvrir sa «une» en titrant sur «les meurtres du Sud-Express», tandis que dans un éditorial de L'Intransigeant du 19 novembre 1900 intitulé «Aux ordres des grandes compagnies», Henri Rochefort dénonçait la collusion entre le ministre Baudin et la compagnie d'Orléans, «toute-puissante, étant composée d'administrateurs dont les deux tiers sont juifs». 
Pour sa défense, la compagnie faisait valoir que le mécanicien n'avait pas l'habitude de la conduite du Sud-Express, et que s'il avait bien signalé des anomalies, ce n'était pas à l'endroit de l'accident, où un train était d'ailleurs passé sans difficultés vingt minutes avant.

### Vitesse du train
À l'époque, le Sud-Express était présenté comme le train le plus rapide du monde sur les 825 kilomètres de son parcours français, avec une vitesse commerciale de 87 km/h entre Paris et Bayonne, obtenue grâce à une composition réduite limitant son poids à 215 tonnes et à des vitesses en ligne élevées.
La machine n° 1756 n'était pas encore équipée d'un indicateur-enregistreur, mais on peut présumer au vu des témoignages des passagers et du mécanicien qu'à la faveur de la pente, elle avait atteint au moment du sinistre son allure maximum, sans doute proche de 120 km/h, ébranlant de la masse de ses 90 tonnes (tender compris) la voie fragilisée par les pluies.  
Conscients que la vitesse du train, par ailleurs largement utilisée pour sa promotion, pouvait en l'occurrence être incriminée, les représentants des compagnies tendirent à s'en démarquer dans leurs déclarations. Ainsi, le secrétaire de la Direction du Midi reconnaissait que les trente minutes allouées pour effectuer les cinquante kilomètres  entre Bayonne et Dax imposaient une vitesse de plus de 100 km/h, mais estimait que la responsabilité en incombait à l'État, qui avait homologué des horaires obligeant les trains à rouler à cette allure.
Le secrétaire général de la CIWL, quant à lui, imputait aux seuls réseaux, ici à celui du Midi, un parti pris qu'il qualifiait de «folie de la vitesse», allant même jusqu'à le dénoncer comme générateur d'inconfort et d'accidents.

### Cause fortuite
Henri Rochefort avait conclu son éditorial de L'Intransigeant en prédisant que la compagnie serait dégagée de toute responsabilité dans la catastrophe. Ce fut en effet ce qui arriva. 
On pouvait déjà le pressentir dès le neuvième jour suivant l'accident, puisque le responsable de l'enquête administrative, M. Lax, inspecteur du contrôle de l'État pour le réseau du Midi, fit des déclarations coupant court à toutes critiques sur l'état de la voie et discréditant le témoignage du mécanicien, pour imputer le déraillement de la locomotive et du tender à l'excessive légèreté du fourgon de tête qui les suivait. Il est vrai que dans un article «The accident to the Sud-Express» publié par la revue The Engineer, un spécialiste anglais des chemins de fer, Charles Rous-Marten (en) faisait état de la mauvaise tenue de voie à grande vitesse des voitures de la CIWL. Toutefois, il faut observer qu'il n'en privilégiait pas moins comme cause unique de l'accident la dégradation de la plateforme sous l'effet des pluies.
Deux mois plus tard, dans leur rapport au procureur de la république, les experts judiciaires, s'alignant sur les conclusions de l'enquête administrative, déclarèrent l'état de la voie impeccable et mirent eux aussi le déraillement sur le compte du fourgon, qui serait sorti des rails après la courbe de Saint-Geours soit à cause de sa légèreté, soit en roulant sur un corps dur tombé sur le rail. Le poids du véhicule, même insuffisant, étant conforme aux prescriptions réglementaires, et la présence éventuelle d'un obstacle sur le rail constituant un cas fortuit, l'accident ne révélait donc aucune faute susceptible de donner lieu à poursuites pénales. 
Il n'en restait pas moins que les victimes et leurs familles avaient droit à réparation sur le fondement de la responsabilité civile des compagnies. La plupart acceptèrent les indemnisations amiables qui leur étaient proposées, toutefois, M. Dumbrowski, les estimant insuffisantes, saisit en son nom et celui de ses enfants mineurs le tribunal civil de Dax, qui, le 21 juillet 1901, condamna la compagnie du Midi à lui verser 290 000 francs de dommages-intérêts.
Seul parmi les membres du personnel à contester son indemnisation pour accident du travail, le mécanicien Boussié, devenu invalide à la suite du déraillement, obtint de la cour d'appel de Pau une réévaluation de la rente viagère à verser par la Compagnie, sans toutefois parvenir à faire reconnaître la « faute inexcusable » de celle-ci, les juges se retranchant derrière les « investigations patientes et laborieuses » des experts pour l'exonérer.